# 圣若望堂 (巴伦西亚)
圣若望堂（Santos Juanes，Sant Joan del Mercat）是一座罗马天主教堂区教堂，位于西班牙巴伦西亚市的墨卡特社区（Mercat），位置毗邻中央市场，面对瓦倫西亞絲綢交易廳。

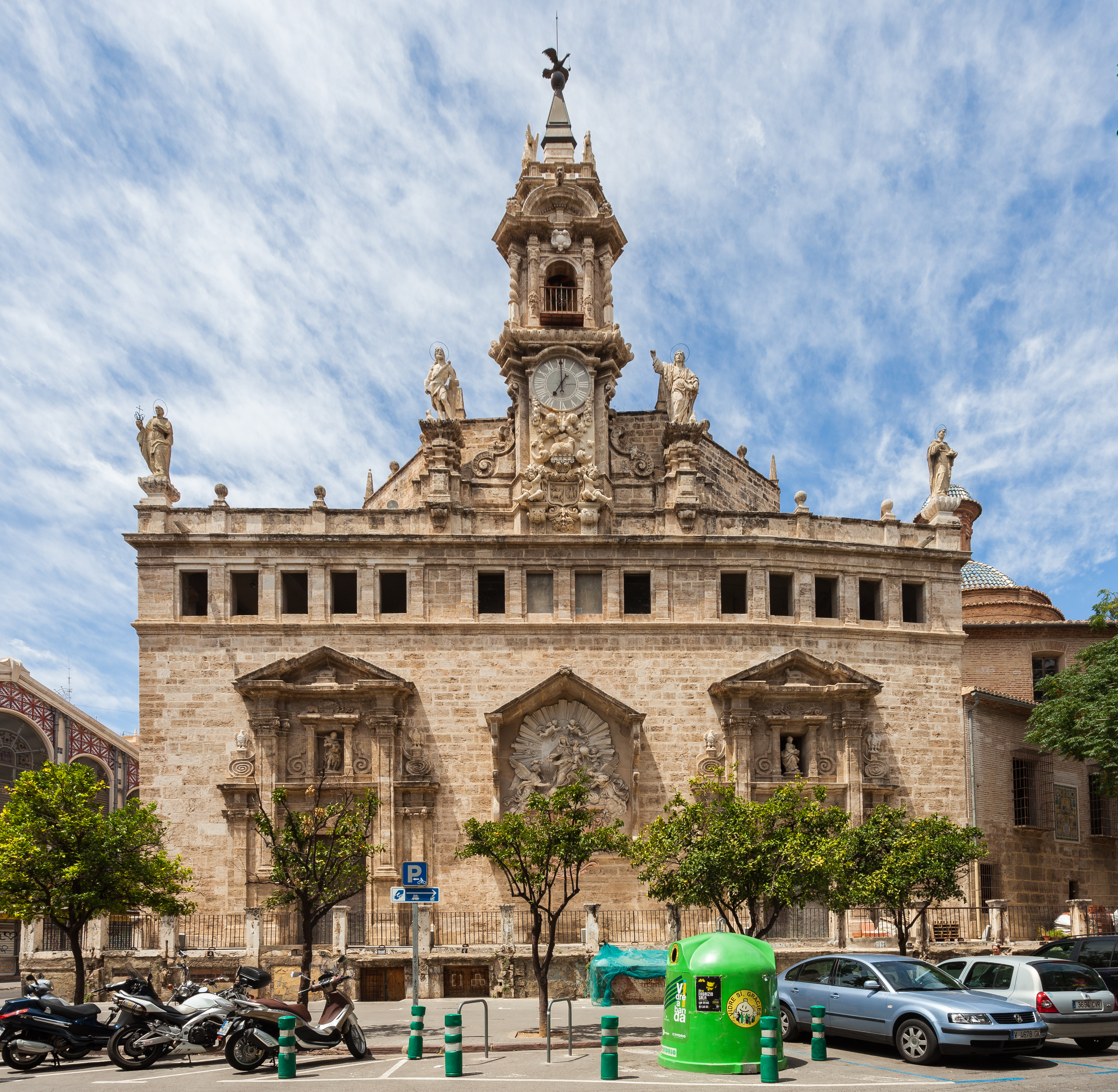
后立面

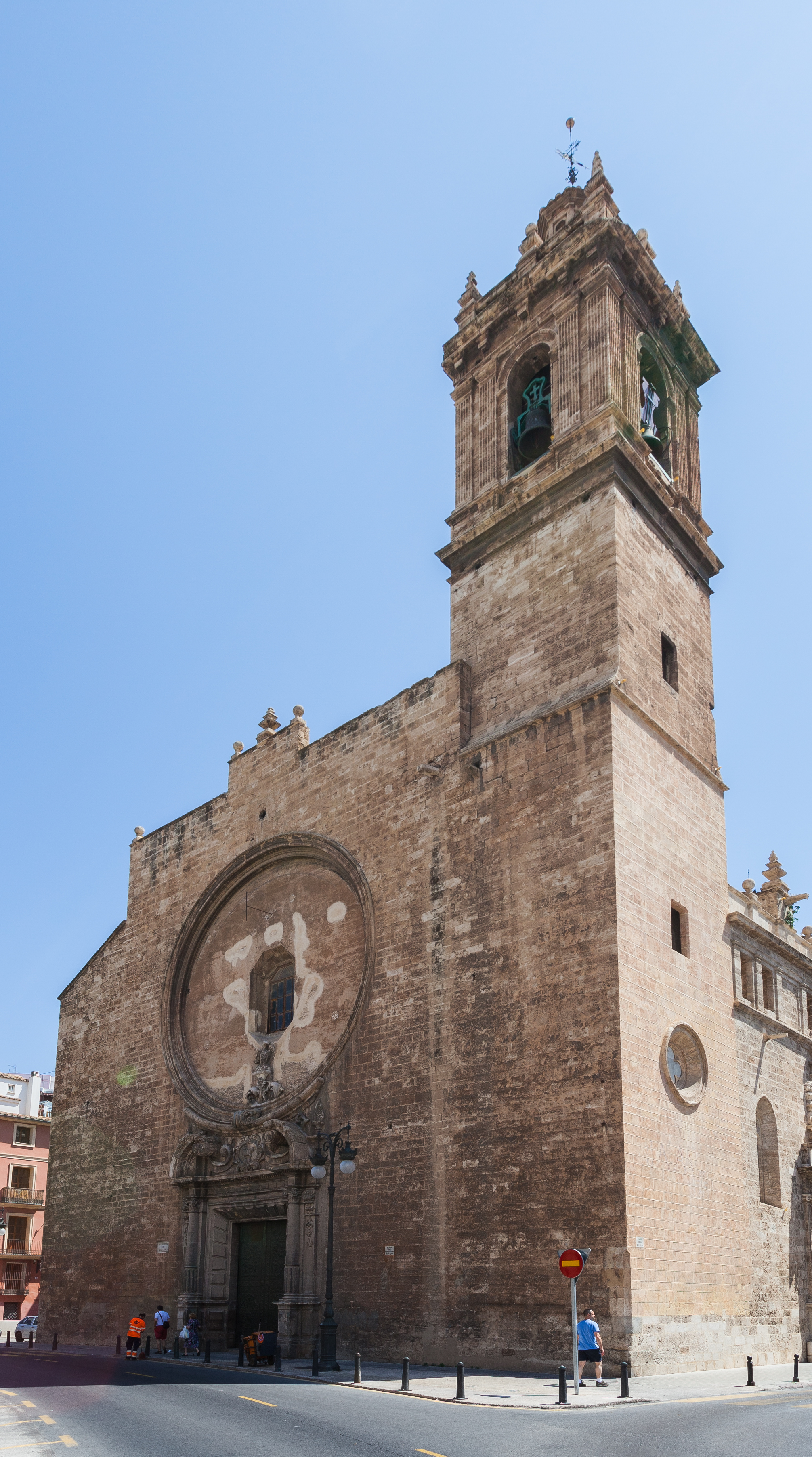

到13世纪中叶，在一座清真寺的遗址上，建成一座教堂，最初为哥特式建筑风格。14世纪火灾后重建，1592年火灾后再度重建，采用巴洛克风格，于1700年完成。教堂所在的博埃特拉社区（Boatella），当时是工人阶级居住区，位于城墙外，居住着一些摩里斯科人。
教堂的“主立面”保留了旧教堂的一扇玫瑰窗。后立面中央有一个壁龛，装饰着一组玫瑰圣母雕像，圣母和圣子（手放在地球上）。其他门上有圣若翰洗者（羔羊）和聖史若望（鹰）的标志。顶部中央是一座钟楼，屋顶装饰着圣若翰洗者、聖史若望等雕像。
教堂内部有描绘以色列12支派的雕像。教堂内部，包括壁画在内，在西班牙内战期间曾遭到纵火破坏。